# Gli imbroglioni (film 1963)
Gli imbroglioni è un film del 1963 diretto da Lucio Fulci.

## Trama
Durante una giornata di lavoro, un pretore deve occuparsi di sei udienze, delle quali tre avranno come imputati le stesse due persone con nomi diversi, causati dalla poligamia del loro nonno Calogero.
Nella prima udienza, i siciliani Napoleone Palumbo e Salvatore Di Carmine, nati a Gibilrossa (vicino Palermo) e trapiantati a Roma, si adattano a lavorare come rigattieri. Riescono a truffare un antiquario, per poi essere a loro volta raggirati da un finto sordocieco.
Nella seconda udienza, l'ingegner Tavanelli, presidente della squadra di calcio del Bologna, incontra Oscar Taverna, procuratore di un giocatore della Roma, per un'importante trattativa. Ma Taverna viene a scoprire che sua moglie è oggetto del desiderio nei ricorrenti sogni di Tavanelli.
Nella terza udienza, suor Celestina ricama abiti per un negozio di biancheria intima femminile. Aggredisce un ispettore tributario che osa disprezzare la qualità del ricamo.
Nella quarta udienza, sono di nuovo protagonisti i due siciliani, stavolta con i cognomi Rizzo e Nostrodomine, i quali hanno interrotto con una pernacchia il discorso di un onorevole durante un comizio.
Nella quinta udienza, intrammezzata con la successiva, il dottor Mario Corti e la fidanzata Liliana Ferri rivivono attraverso i racconti dei rispettivi avvocati alcuni dei loro grotteschi comportamenti che li hanno costretti a lasciarsi.
Nella sesta udienza, ancora i due siciliani, spacciandosi come Sposito e Roccanera, tentano di truffare un turista tedesco e sua figlia, simulando il ritrovamento di una tomba etrusca contenente una mummia.